# Lepidopora polystichopora
Lepidopora polystichopora är en nässeldjursart som beskrevs av Stephen D. Cairns 1985. Lepidopora polystichopora ingår i släktet Lepidopora och familjen Stylasteridae. Inga underarter finns listade i Catalogue of Life.